# رسم طباشيري

رموز الرسم الطبشيري

الرسم الطباشيري هو رسم لرموز في أماكن عامة لإعلام المارة بوجود شبكة واي-فاي مفتوحة وهذا المصطلح مستوحى من رموز hobo وابتكرت علامات الرسم الطباشيري من قبل مجموعة من الأصدقاء في شهر يونيو من عام 2002.

## نبذة

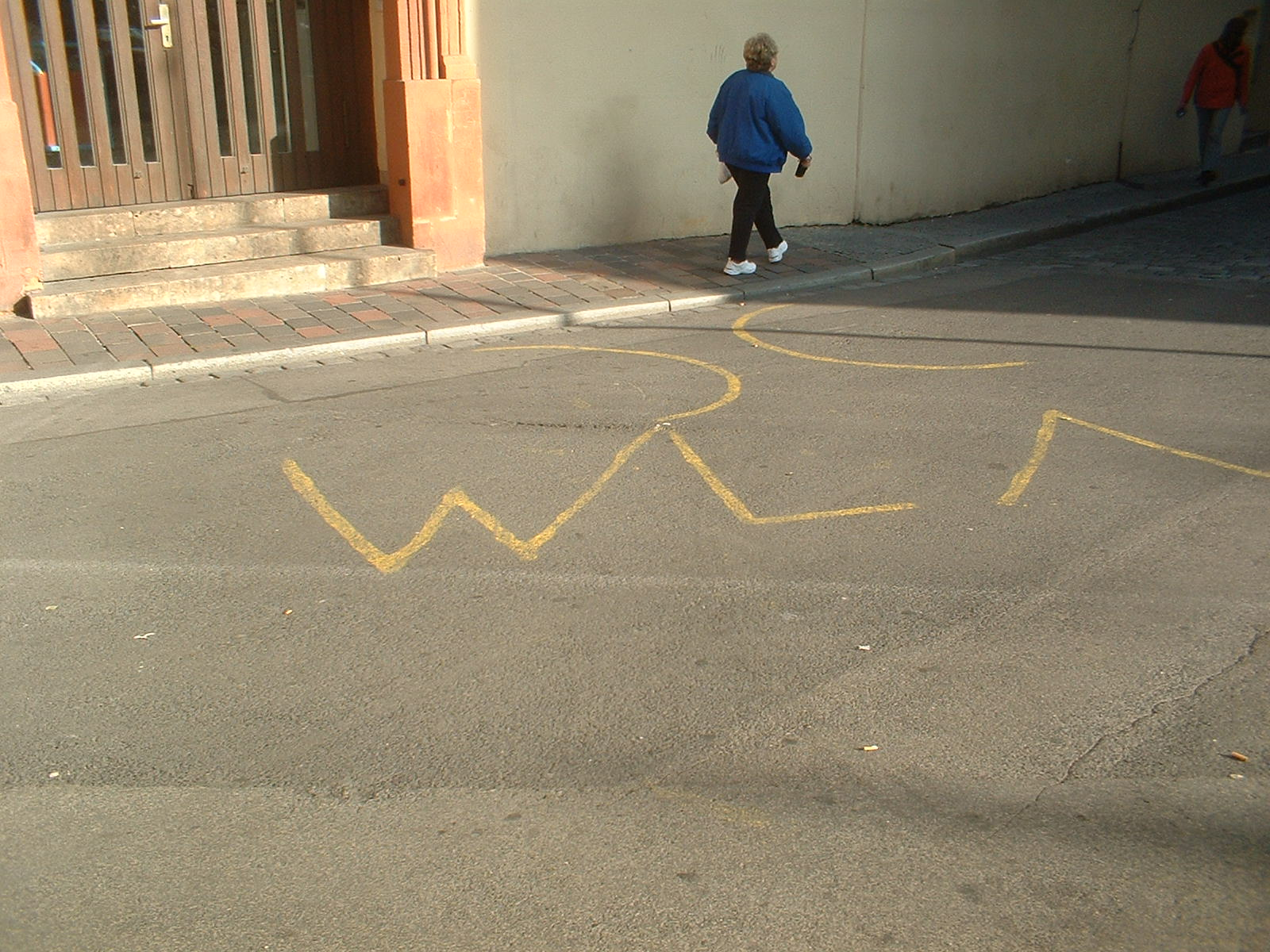
لافتة طباشير في أحد شوارع بامبرج بألمانيا

نشرت من قبل مات جونز الذي صمم مجموعة من الأيقونات وانتج وثائق قابلة للتنزيل تحتوي عليها. وفي خلال أيام من نشر جونز لمدونة حول الرسم الطباشيري ظهرت المقالات في في عشرات المنشورات وظهرت القصص في عديد من البرامج التلفزيونية الاخبارية الكبرى حول العالم.
وتشكلت الكلمة مماثلة لمصطلح Wardriving (قرصنة الشبكات اللاسلكية) ممارسة قيادة السيارة في منطقة معينة للعثور على شبكة واي-فاي مفتوحة العقد. هذا المصطلح مبني على مصطلح (Wardialing) وهو استخدام العديد من أرقام الهواتف أملا في العثور على مودم. بعد العثور على على عقدة واي-فاي، يرسم الطباشيري (الشخص الذي يقوم برسم الرموز) رمزا خاصا على أي جسم قريب مثل حائط، رصيف، عامود انارة. وقد يرسم اولئك المقدمين لخدمات الواي-فاي رموز للإعلان عن توفر موقع الواي-فاي الخص بهم، سواء كان تجاريا أو شخصيا.

## روابط خارجية
- Langley، Nick (23 يونيو 2003). "The demise of the warchalkers". ComputerWeekly. مؤرشف من الأصل في 2021-02-24. اطلع عليه بتاريخ 2017-05-10.